# Kalashoka
Kalashoka was een koning van Magadha, een van de mahajanapada's. Hij behoorde tot de Shaishunaga-dynastie.

## Regering
Kalashoka – de zwarte Asoka – was een zoon van Shishunaga en waarschijnlijk dezelfde als Kakavarna – de kraaigekleurde – uit de Purana's. Shishunaga had Kalashoka eerder aangesteld als heer van Benares (Varanasi) in Kashi.
Onder Kalashoka werd Pataliputra (Pataligrama) opnieuw de hoofdstad, nadat Shishunaga de oude hoofdstad Girivraja (Rajagriha) weer in ere had gesteld en volgens de Malalankaravatthu later de Lichchhavi-hoofdstad Vaishali tot hoofdstad had gemaakt.
Daarnaast was zijn regeerperiode van belang, omdat hij de tweede boeddhistische concilie hield in Vaishali.
Volgens de Harshacharita werd Kakavarna om het leven gebracht met een dolk in zijn keel. Volgens de Mahabodhivamsa zou hij zijn opgevolgd door zijn tien zonen Bhadrasena, Korandavarna, Mangura, Sarvanjaha, Jalika, Ubhaka, Sanjaya, Koravya, Nandivardhana en Panchamaka.
Verwarrend is dat de Purana's Nandivardhana al met Mahanandin noemde als opvolger van Udayin en de naam Nandivardhana ook voorkomt in de Pradyota-dynastie. Mahanandin zou volgens de Purana's de laatste uit de Shaishunaga-dynastie zijn, wat tegenstrijdig is met het gegeven dat Udayin tot de Haryanka-dynastie behoorde.
Hoe dan ook, uiteindelijk kwam een einde aan de Shaishunaga-dynastie en begon met Mahapadma Nanda de Nandadynastie.

## Chronologie
De chronologie van de vroege dynastieën hangt mede samen met het sterftejaar van de Boeddha. Aangezien diens mahaparinibbana onbekend is, zijn ook de regeringsjaren onzeker. Volgens de boeddhistische traditie stierf de Boeddha tijdens het achtste regeringsjaar van Ajatasattu. Volgens theravada, het boeddhisme van het zuiden, vond de mahaparinibbana plaats in 544/543 v.Chr., de lange chronologie. Buiten theravada wordt dit niet als realistisch gezien. Veel Indische historici achten de gecorrigeerde lange chronologie waarschijnlijker, waarbij de mahaparinibbana rond 483 v.Chr. wordt geplaatst. Het noordelijk boeddhisme gaat uit van de korte chronologie, waarmee het sterfjaar van de Boeddha op 378/368 v.Chr. uitkomt. Veel westerse historici achten het waarschijnlijker dat de Boeddha in de vierde eeuw v.Chr. stierf. Niet alleen het sterftejaar van de Boeddha is onzeker, ook is het bestaan van enkele koningen en het aantal regeringsjaren van veel koningen onzeker, wat elke chronologie verder compliceert.
|                                              | Lange chronologie | Gecorrigeerde lange chronologie | Korte chronologie |
| -------------------------------------------- | ----------------- | ------------------------------- | ----------------- |
| Bimbisara                                    |                   | ~542 - 490 v.Chr.               |                   |
| Ajatasattu                                   |                   | ~490 - 459 v.Chr.               |                   |
| Mahaparinibbana                              | ~543 v.Chr.       | ~483 v.Chr.                     | ~378/368 v.Chr.   |
| Udayin en de volgende drie Haryanka-koningen |                   | ~459 - 427/410 v.Chr.           |                   |
| Shishunaga en zijn opvolgers                 |                   | ~427/410 - 361 v.Chr.           |                   |
| Nanda's                                      |                   | ~361/342 - 321 v.Chr.           |                   |